# Kurt Aram
Kurt Aram, írói álnév, eredeti neve: Hans Fischer (Lennep, ma remscheidi városrész, 1869. január 28. – Berlin, 1934. július 10.) német evangélikus lelkész és író.

## Élete
Szépirodalommal és újságírással is foglalkozott. 1900-ban történt lemondásáig saját nevén volt lelkész Herbornban. Szerkesztője volt a Berliner Tageblatt-nak, társszerkesztője a März című irodalmi folyóiratnak. Számos olyan regényt írt, amelyeket általában a szórakoztató irodalom kategóriájába sorolnak.

## Válogatott munkái
- Gedichte. Pierson, Dresden/Leipzig 1899
- Die Agrarkommission. Komödie in 3 Akten. Pierson, Dresden/Leipzig 1899
- Ananian. Drama in 3 Akten. Pierson, Dresden/Leipzig 1899
- Mit 100 Mark nach Amerika. Ratschläge und Erlebnisse, mit einem Katechismus für Auswanderer. Fontane, Berlin 1912
- Familie Dungs. Roman. Ullstein, Berlin/Wien 1913
- Der Zylinder des Strassenfegers und andere Erzählungen. Hillger, Berlin/Leipzig 1913
- Die Ölmühle. Hillger, Berlin/Leipzig 1913
- Die Kusine aus Amerika. Ullstein, Berlin/Wien 1914
- Welko der Balkankadett. Eine Erzählung aus dem Balkankriege 1912/13. Ullstein, Berlin/Wien 1914
- Der Zar und seine Juden. Curtius, Berlin 1914
- Violet. Der Roman einer Mutter. Ullstein, Berlin/Wien 1915
- Nach Sibirien mit hunderttausend Deutschen. Vier Monate russische Kriegsgefangenschaft. Ullstein, Berlin/Wien 1915
- Der Schatten. Roman. Engelhorn, Stuttgart 1915
- Der elfenbeinerne Turm. Roman. SVA, Berlin 1915
- Die Männer im Feuerofen. Roman aus der Kriegszeit. Reclam, Leipzig 1916
- Franz Ferdinand, der Zahnarzt. Die Geschichte einer Ehe. Borngräber, Berlin 1917
- Jugendsünden. Borngräber, Berlin 1918
- Bolschewiki. Ein Schauspiel aus Russland in 3 Akten und 6 Aufzügen. Borngräber, Berlin 1919
- Der Goten Glück und Ende. Drei Bücher der Einkehr und Erhebung. Volksverband der Bücherfreunde, Berlin 1925
- Leda. Roman aus dem nahen Osten. Deutsche Buch-Gemeinschaft, Berlin 1926
- Oh Ali. Roman. Knaur, Berlin 1927
- Magie und Zauberei in der alten Welt. Deutsche Buch-Gemeinschaft, Berlin 1927
- An den Ufern des Araxes. Ein deutscher Roman aus Persien. Oestergard, Berlin 1928
- Magie und Mystik in Vergangenheit und Gegenwart. Albertus, Berlin 1929

## Fordítás
- Ez a szócikk részben vagy egészben  a   Kurt Aram című német Wikipédia-szócikk ezen változatának fordításán alapul.  Az eredeti cikk szerkesztőit annak laptörténete sorolja fel. Ez a jelzés csupán a megfogalmazás eredetét és a szerzői jogokat jelzi, nem szolgál a cikkben szereplő információk forrásmegjelöléseként.